# Ábrahám Ernő
Ábrahám Ernő, teljes nevén danczkai Pattantyús-Ábrahám Ernő, írói álnevein: Hajnalka, Öreg táltos, Öreg tárogatós, Öregapó, Pipacs Jóska, Sárgarigó, Ernő bácsi (Debrecen, 1882. március 15. – Budapest, Erzsébetváros, 1945. május 7.) költő, író, újságíró. P. Ábrahám Dezső politikus öccse.

## Pályafutása
Az erdélyi örmény Ábrahám család (korábban Tákeszián) leszármazottja. 
Ábrahám László (1843–1916) jogász, debreceni főügyész és radistyáni Király Erzsébet fiaként született. A Budapesti Tudományegyetemen folytatott jogi tanulmányait nem fejezte be, az irodalmi pályát választotta. Különböző újságoknál dolgozott előbb Debrecenben (Debreceni Ellenőr, Debrecen), majd Budapesten (Vasárnapi Ujság, 1905–1916, Budapesti Hírlap, 1905–1913). 1914 és 1918 között a Magyarország című lap munkatársa volt, majd 1919 és 1920 között a Hetedhétország gyermekmellékletét szerkesztette. 1934–1938-ban a Pethő Sándor vezette Magyarság belső munkatársa volt. A lap megszűnése utáni időszakban a fasiszta veszélyre figyelmet felhívó írásokat jelentetett meg.
Irodalmi művei, főleg versei, számos újságban, folyóiratban jelentek meg (Alkotmány, A Cél, Élet, Tolnai Világlapja, Új Idők). Maupassant, de Maistre, Poe és Puskin műveiből többet lefordított magyarra. Isten vára című misztériumjátékát Nemzeti Színház (1923), Révészek című drámáját a Nemzeti Színház kamaraszínháza (1926) mutatta be.
Sírja a Fiumei úti sírkert 44. parcellájában volt, felszámolták.

## Főbb művei
- Kerek ég alatt (elbeszélés, Budapest, 1906)
- A kis kakas és egyéb történetek (Budapest, 1910)
- Hét szilaj csikó (novellák, Budapest, 1911)
- Török császár fája (mesék, Budapest, 1914)
- Az öreg Bús király csikói (Budapest, 1914)
- Csillagok a Tiszában (elbeszélések, Budapest, 1917)
- A kis szemők bárány és egyéb elbeszélések. Ill. Mühlbeck Károly. (Budapest, 1917)
- A hollók fája és egyéb mesék. A meséket írta. Ill. Kriesch Aladár. (Budapest, 1919)
- Rozmarin (Budapest, 1922)
- Tengerke, Tűzkirályfi, Gyalma. Mese. Ill. Rucsinszky Anna. (Budapest, 1922)
- Bábjáték. Gyermekszínjáték 3 képben. (Budapest, 1923)
- Volt egyszer… Nagyapó legszebb műveiből. Mesegyűjtemény. Összeáll. Farkas Emőddel. Ill. Balázsfy Rezső. (Budapest, 1923)
- Bús király. Legendák dédapámról. (Budapest, 1923)
- A Baliga gyerek (Budapest, 1925)
- Árva királyfi, trilógia. (Budapest, 1926)
- Bárd Miklós. Tanulmányok. (Budapest, 1938)
- Mesekert. Gyermekmesék. Ill. Györgyfi György. (Budapest, 1941, 2. kiadás. 1943)
- Csendes budai lakás (elbeszélés, Budapest, 1942)
- Huszár a mennyországban és egyéb mesék (Budapest, 1942)
- A fehér sólyom. Dzsingiz kán ifjúsága (ifjúsági elbeszélés, Budapest, 1942)
- Mátyás szerelmes képírója (regény, Budapest, 1942)
- Pomulák és a reglama (regény, Budapest, 1942)
- Vadmadarak (regény, Budapest, 1942)
- Leányszöktetés. – Dobog a puszta (regény, Budapest, 1943)
- Noé bárkája (regény, Budapest, 1943)
- Veszélyben a haza (regény, Budapest, 1943)